# Gaurax nigroviolacea
Gaurax nigroviolacea är en tvåvingeart som först beskrevs av Malloch 1931.  Gaurax nigroviolacea ingår i släktet Gaurax och familjen fritflugor. Inga underarter finns listade i Catalogue of Life.